# Triaenodes peruanus
Triaenodes peruanus är en nattsländeart som beskrevs av Oliver S. Flint Jr. och Reyes-arrunategui 1991. Triaenodes peruanus ingår i släktet Triaenodes och familjen långhornssländor. Inga underarter finns listade i Catalogue of Life.